# Distretto di Horn
Horn è un distretto amministrativo austriaco dello stato della Bassa Austria.

## Geografia antropica
Il distretto è suddiviso in 20 comuni, di cui 4 con status di città ed 11 con diritto di mercato. Ogni comune ha scritto sotto i propri comuni catastali (Katastralgemeinden), corrispettivi grossomodo alle frazioni.

### Città
- Drosendorf-Zissersdorf
  - Autendorf, Drosendorf Altstadt, Drosendorf Stadt, Elsern, Heinrichsreith, Oberthürnau, Pingendorf, Unterthürnau, Wolfsbach, Wollmersdorf, Zettlitz, Zissersdorf
- Eggenburg
  - Eggenburg, Engelsdorf, Gauderndorf, Stoitzendorf
- Geras
  - Dallein, Fugnitz, Geras, Goggitsch, Harth, Hötzelsdorf, Kottaun, Pfaffenreith, Purgstall, Schirmannsreith, Sieghartsreith, Trautmannsdorf
- Horn
  - Breiteneich, Doberndorf, Horn, Mödring, Mühlfeld

### Comuni mercato
- Burgschleinitz-Kühnring
  - Amelsdorf, Burgschleinitz, Buttendorf, Harmannsdorf, Kühnring, Matzelsdorf, Reinprechtspölla, Sachsendorf, Sonndorf, Zogelsdorf
- Gars am Kamp
  - Buchberg am Kamp, Etzmannsdorf am Kamp, Gars am Kamp, Kamegg, Kotzendorf, Loibersdorf, Maiersch, Nonndorf bei Gars, Tautendorf, Thunau am Kamp, Wanzenau, Wolfshof, Zitternberg
- Irnfritz-Messern
  - Dorna, Grub, Haselberg, Irnfritz, Klein-Ulrichschlag, Messern, Nondorf an der Wild, Reichharts, Rothweinsdorf, Sitzendorf, Trabenreith, Trabenreith, Wappoltenreith
- Japons
  - Goslarn, Japons, Oberthumeritz, Sabatenreith, Schweinburg, Unterthumeritz, Wenjapons, Zettenreith
- Langau
  - Hessendorf, Langau
- Pernegg
  - Etzelsreith, Lehndorf, Ludweishofen, Nödersdorf, Pernegg, Posselsdorf, Raisdorf, Staningersdorf
- Röschitz
  - Klein-Jetzelsdorf, Klein-Reinprechtsdorf, Roggendorf, Röschitz
- Rosenburg-Mold
  - Mold, Mörtersdorf, Rosenburg, Stallegg, Zaingrub, Maria Dreieichen
- Sigmundsherberg
  - Brugg, Kainreith, Missingdorf, Rodingersdorf, Röhrawiesen, Sigmundsherberg, Theras, Walkenstein
- Straning-Grafenberg
  - Etzmannsdorf bei Straning, Grafenberg, Straning, Wartberg
- Weitersfeld
  - Fronsburg, Heinrichsdorf, Nonnersdorf, Oberfladnitz, Oberhöflein, Obermixnitz, Prutzendorf, Rassingdorf, Sallapulka, Starrein, Untermixnitz, Weitersfeld

### Comuni
- Altenburg
  - Altenburg, Burgerwiesen, Fuglau, Mahrersdorf, Steinegg
- Brunn an der Wild
  - Atzelsdorf, Brunn an der Wild, Dappach, Dietmannsdorf an der Wild, Frankenreith, Fürwald, Neukirchen an der Wild, St. Marein, Waiden, Wutzendorf
- Meiseldorf
  - Kattau, Klein-Meiseldorf, Maigen, Stockern
- Röhrenbach
  - Feinfeld, Germanns, Gobelsdorf, Greillenstein, Neubau, Röhrenbach, Tautendorf, Winkl
- Sankt Bernhard-Frauenhofen
  - Frauenhofen, Groß Burgstall, Grünberg, Poigen, Poigen, St. Bernhard, Strögen